# Сальдивар, Иоланда
Иоланда Сальдивар (исп. Yolanda Saldívar, англ. Yolanda Saldívar; род. 14 сентября 1960, Сан-Антонио)[1][2] — бывшая американская медсестра, которая 31 марта 1995 года в Корпус-Кристи (штат Техас, США) убила певицу техано Селену. По состоянию на 2016 год по всему миру было продано более 65 миллионов пластинок Селены, что делает её самой коммерчески успешной исполнительницей в истории латиноамериканской музыки.
Родившаяся в Сан-Антонио 14 сентября 1960 года, И. Сальдивар была президентом фан-клуба Селены и управляющей её бутиков, но она потеряла обе должности, когда семья певицы обнаружила, что она присваивала деньги обеих организаций.
Через три дня после того, как присяжные признали Сальдивар виновной в убийстве, её приговорили к пожизненному заключению с возможностью условно-досрочного освобождения через 30 лет; слушание по условно-досрочному освобождению отказало Сальдивар в освобождении. Следующее слушание запланировано на 2030 год.